# (4215) Kamo
(4215) Kamo (1987 VE1) – planetoida z pasa głównego asteroid okrążająca Słońce w ciągu 3,76 lat w średniej odległości 2,42 j.a. Odkryta 14 listopada 1987 roku.